# Mami Kaneda
Mami Kaneda (金田 真美 Kaneda Mami?) es una exfutbolista japonesa.
Kaneda jugó 3 veces para la selección femenina de fútbol de Japón entre 1984 y 1986.

## Trayectoria

### Selección nacional
| Selección | País  | Año         |
| --------- | ----- | ----------- |
| Absoluta  | Japón | 1984 - 1986 |

## Estadística de equipo nacional
| Selección femenina de fútbol de Japón | Selección femenina de fútbol de Japón | Selección femenina de fútbol de Japón |
| Año                                   | Partidos                              | Goles                                 |
| ------------------------------------- | ------------------------------------- | ------------------------------------- |
| 1984                                  | 2                                     | 0                                     |
| 1985                                  | 0                                     | 0                                     |
| 1986                                  | 1                                     | 0                                     |
| Total                                 | 3                                     | 0                                     |